# Manoir de Trieux
Le manoir de Trieux est un ensemble remarquable de bâtiments situé au lieu-dit Trieux, sur le territoire de la commune d'Augan, dans le département du Morbihan en région Bretagne. Cette propriété privé, aux usages agricole et d'habitation, est inscrite à l'inventaire du patrimoine culturel de Bretagne depuis 1977.

## Description
Le manoir de Trieux est constitué d'un ensemble de bâtiments en moellons de schiste sans chaîne en pierre de taille, couverts en ardoises. Il est constitué d'un logis seigneurial et d'une métairie, le tout dans une enceinte fermée.
Daté du début du XVIIe siècle dans sa remarquable apparence actuelle, le logis résulte de la reconstruction d'un bâtiment beaucoup plus ancien remontant peut-être au XIIIe siècle. Il présente une division d'élévation en travée. La partie principale est de forme carrée couverte d'un toit en pavillon avec croupe et noue. La partie basse est couverte d'un toit à longs pans. Une tour d'escalier carrée s'appuie à l'arrière du bâtiment. Elle abrite un escalier hors d'œuvre, tournant, à retours sans jour. Les pièces intérieures sont parées de cheminées monumentales présentes aux deux niveaux.
La cour est encadrée au sud par deux élévations en schiste. À l'angle sud-est, se trouve un bâtiment couvert d'un toit en pavillon abritant un four-double de grand taille. À l'angle sud-ouest, subsiste la base d'un bâtiment dont la partie supérieure s'est effondrée en 2005. Anciennement coiffé d'un toit en pavillon recouvert d'ardoises, ce bâtiment à usage d'habitation s'élevait sur deux étages. Seul le rez-de-chaussée a été conservé et rénové.
L'enceinte est divisée en deux zones avec cour et basse-cour, celle-ci en forme de « L » inversé.
Les ruines d'une chapelle du XVe siècle sont adossées à la muraille de la cour au sud du manoir. Seule subsiste la base des murs et l'autel.

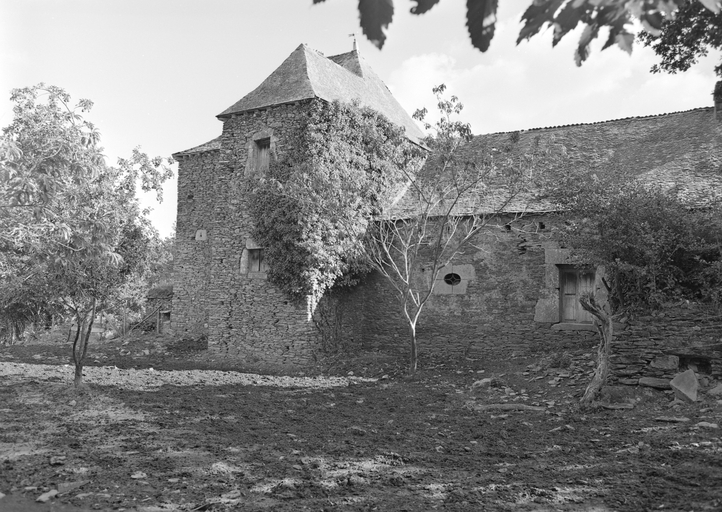
Façade Ouest - Tour escalier

## Ancienne seigneurie de Trieux
Selon l'abbé Jean Brageul, auteur d'une monographie sur Augan, la seigneurie de Trieux aurait existé dès le XIIIe siècle. Mais le plus ancien seigneur de Trieux connu, portant le nom de « Le Normand », marié à Jeanne Labbé, vivait au XIVe siècle. Il était également seigneur de la Ville-Fief à Augan.
De ce mariage, naquirent au moins deux enfants :
1. Guillaume Le Normand, seigneur de Trieux, écuyer du duc Jean V de Bretagne en 1420 ;
2. Jeanne Le Normand de Trieux, dame de la Ville-Fief.

Le mariage en 1401 de cette dernière avec Pierre-Grégoire de Belloüan fit passer la seigneurie de Trieux dans le fief des seigneurs du Bois-du-Loup.
Capitaine de l'artillerie du duc de Bretagne au siège de Champtoceaux en 1420, Pierre-Grégoire de Belloüan fut capitaine de Ploërmel en 1426. Ses fils, Benoît (écuyer) et Guillaume (chevalier) de Belloüan, seront aussi lieutenants (ou capitaines) de Ploërmel après lui. Compagnon d'armes de Jeanne d'Arc après avoir été page de Richard de Bretagne, Guillaume de Belloüan est resté capitaine de Ploërmel de 1425 à 1451. Il est enseveli en l'église Saint-Armel de Ploërmel.
Eustache d'Espinay,seigneur de Trieux et de L'Estier, écuyer et compagnon d'armes du duc Arthur III, fut probablement l'occupant le plus marquant par la suite. Ses engagements dans les campagnes militaires du connétable de Richemont, lui ont procuré d'importants revenus. Il sera plus tard conseiller et chambellan du duc François II de Bretagne.
Trieux passa en 1506 dans la famille Desgrées du Loû, par le mariage de Guillaume Desgrées, seigneur de la Touraille avec Aliénette Le Normand, dame de Trieux. En 1590, la seigneurie fut transmise par alliance aux La Fresnays, seigneurs de la Ville-Fief, puis aux Macé (de La Fresnaye), puis aux Rozé du Bois-du-Loup vers 1650. Les Ermar de Beaurepaire en héritèrent à la fin du XVIIe siècle, d'abord Sébastien Ermar, sieur de Lieuzel et de Beaurepaire, puis son fils Amador, sieur de Beaurepaire et d'Augan.
En 1901, Raoul du Boisbaudry (propriétaire du château de Beaurepaire et futur maire de la commune d'Augan) acheta la métairie de Trieux à Marie-Louise Le Goaësbe de Bellée, veuve de Pierre Marie Sébastien Pringué, médecin à Ploërmel. Le manoir est aujourd'hui une exploitation agricole, propriété de la famille Dahirel depuis 1976.

## Ruines de la chapelle Saint-Eustache
Une chapelle fut construite à la fin du XVe siècle par Eustache d'Espinay. Située au sud du manoir, à l'angle sud-est de la cour fermée, elle était adossée à la muraille. La chapelle fut dotée de 30 livres de rente en 1650 pour assurer les messes, par François Rozé du Bois-du-Loup. On y célébrera des mariages en 1658 et 1767. Détruite à la Révolution, seuls restent visible aujourd'hui la base des mûrs et l'autel en pierre de taille. Recouvert par la végétation, le dallage a probablement été préservé.
Dédiée à Eustache de Rome, protecteur des lépreux « Saint Rachou » dans le parler local d'Augan, la chapelle était liée à une fontaine située à environ 200 mètres. Les familles venaient de très loin pour appliquer son eau sur la peau des enfants atteint de la « râche ».
Chaque année au mois d'octobre, des vêpres étaient chantées dans les ruines de la chapelle en l'honneur de Saint-Eustache. Un procession à la fontaine et une kermesse suivait l'office. Cette tradition a pris fin dans les années 1960.